# Phosphite de triméthyle
Le phosphite de triméthyle  est une phosphite utilisée comme réactif en synthèse chimique. C'est un liquide très odorant avec un seuil olfactif d'environ 0,1 ppb.

## Propriétés physico-chimiques
Le phosphite de triméthyle  peut s'oxyder en phosphate de triméthyle et s'isomériser en diméthylméthylphosphonate sous l'effet de la chaleur. Il s'hydrolyse au contact de l'eau pour former du méthanol et de l'acide phosphoreux.

## Utilisations
Il est utilisé en synthèse chimique comme réactif dans la réaction de Michaelis-Arbuzov. Cette voie de synthèse est très utilisée pour la formation de phosphonates qui sont des intermédiaires dans la synthèse d'azurants optiques.